# Reldresal (kráter)

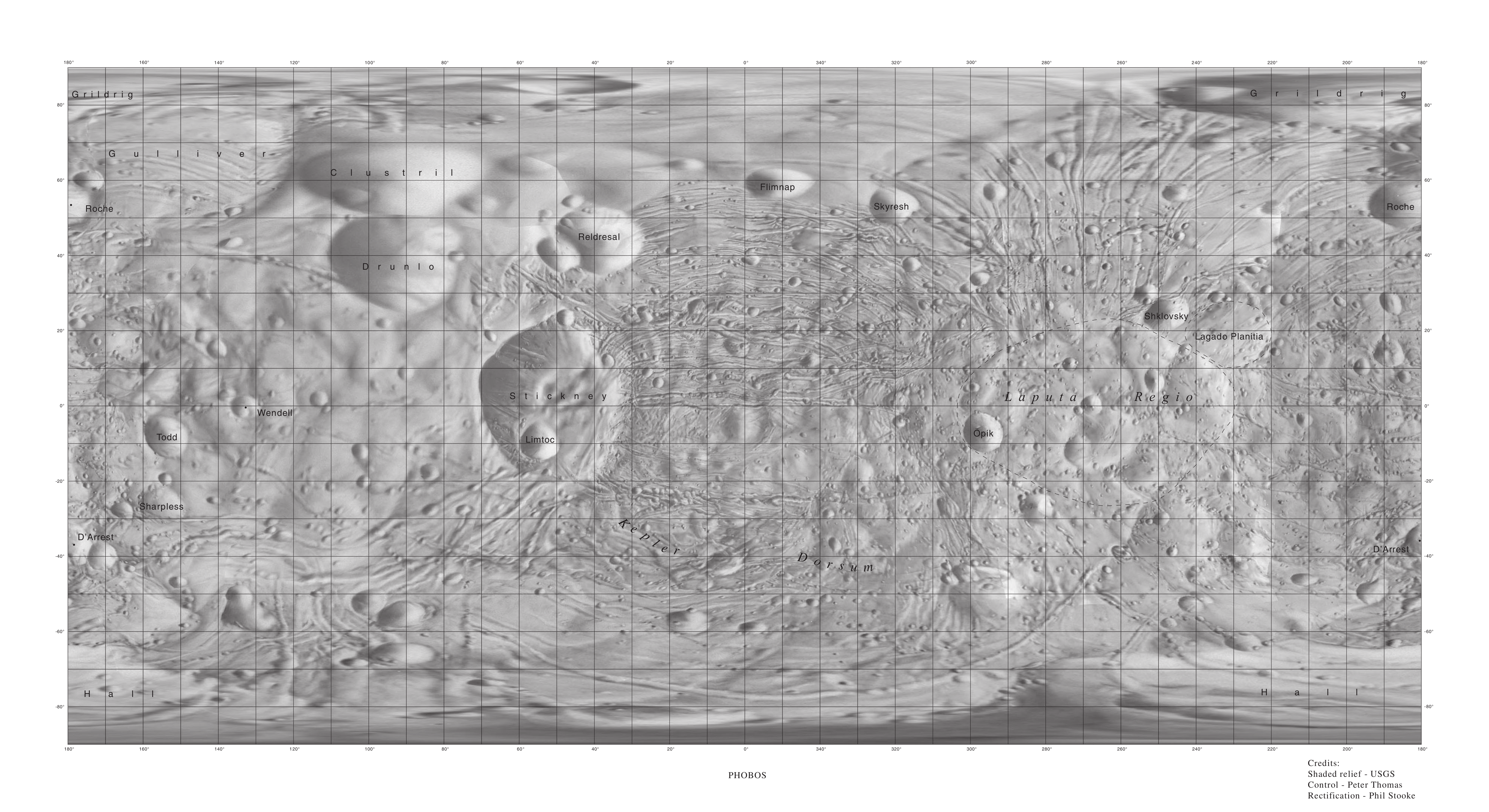
Kráter Reldresal na mapě Phobosu.

Reldresal je impaktní kráter na Phobosu, měsíci planety Mars. Jeho střední souřadnice činí 41° severní šířky a 39° západní délky, má průměr 2,9 kilometru. Jeho okrajový val je na jihozápadě narušen menším kráterem. Reldresal je pojmenován Mezinárodní astronomickou unií po literární postavě z díla Gulliverovy cesty od Jonathana Swifta, který v něm předvídal existenci měsíců Marsu.
Severozápadně leží kráter Clustril, západně Drunlo, jihojihozápadně největší kráter Phobosu Stickney s menším Limtocem uvnitř.